# Oakley (Michigan)
Oakley – wieś w Stanach Zjednoczonych, w stanie Michigan, w hrabstwie Saginaw.